# John Shea
John Victor Shea III (ur. 14 kwietnia 1949 w North Conwy) – amerykański aktor telewizyjny, filmowy i teatralny, także reżyser i scenarzysta.

## Życiorys

### Wczesne lata
Urodził się w North Conway w New Hampshire jako jedno z czworga dzieci Elizabeth Mary (z domu Fuller) i doktora Johna Victora Shei II. Dwójka z jego rodzeństwa została lekarzami chiropraktykami – kręgarzami. Jego rodzina była pochodzenia irlandzkiego i niemieckiego. Dorastał w Springfield w Massachusetts. W 1970 ukończył studia na wydziale dramatu w Bates College w Lewiston w stanie Maine, gdzie grał w drużynie piłkarskiej i zdobył zwycięstwo na Harvardzie (1970). W 1973 ukończył studia na wydziale reżyserii w Yale School of Drama w New Haven w Connecticut.

### Kariera
W 1975 zadebiutował na nowojorskiej scenie w Broadwayu spektaklu Yentl jako Avigdor, za którą otrzymał nagrodę Theatre World. Zagrał w sztukach: Smutki Stephena (The Sorrows of Stephen, 1979), Jedzenie pokojowego obiadu (The Dining Room, 1982) Koniec świata (End of the World, 1984) jako Michael Trent. W Londynie wystąpił jako zakażony AIDS Larry Kramer w przedstawieniu Normalne serce (The Normal Heart, 1986). Wystąpił także w sztukach takich jak Jak nauczę się kierować (How I Learned to Drive), Na dół ścieżki ogrodu (Down the Garden Path) i hicie Off-Broadwayu Reżyser (The Director, 2000).
Trafił na szklany ekran w sitcomie ABC Osiem to wystarczająco (Eight Is Enough, 1977) oraz serialach - CBS Barnaby Jones (1977) i NBC Człowiek z Atlantis (Man from Atlantis, 1977), wystąpił w roli Józefa z Nazaretu w telewizyjnym filmie ABC Narodzenie (The Nativity, 1978).
Jego debiutem kinowym był udział w dramacie Hussy (1980) z Helen Mirren. Następnie wystąpił w czarnej komedii Teraz moja kolej (It’s My Turn, 1980) z Michaelem Douglasem. W dreszczowcu Zaginiony (Missing, 1982) u boku Jacka Lemmona i Sissy Spacek zagrał postać zaginionego amerykańskiego pisarza Charlesa 'Charliego' Hormana. W lipcu 1982 znalazł się na okładce magazynu „Esquire”. W miniserialu NBC Kennedy (1983) wcielił się w Roberta F. Kennedy’ego. Za kreację Danny’ego w dramacie Miasto wiatrów (Windy City, 1984) otrzymał nagrodę na festiwalu filmowym w Montrealu.
Rola adoptującego ojca Billa Sterna w opartym na faktach teledramacie ABC Baby M (1988) przyniosła mu nagrodę Emmy. W serialu Nowe przygody Supermana (Lois & Clark: The New Adventures of Superman, 1993-1997) z Deanem Cainem i Teri Hatcher wystąpił w roli złego, dociekliwego i dążącego bezwzględnie do celu biznesmena Lexa Luthora. Zadebiutował jako reżyser dramatu Southie (1998) z Amandą Peet, Donnie Wahlbergiem i Rose McGowan. Pojawił się w jednym z odcinków serialu HBO Seks w wielkim mieście (Sex and the City, 1999) i serialu NBC Prawo i porządek (Law & Order, 2003). Pracował jako asystent reżysera w Chelsea Westside Theater i jako wykładowca w Pratt Institute. W 2002 był nominowany do Nagrody Gemini za rolę Adama Kane’a w serialu Pokolenie mutantów (Mutant X, 2001-2004).

## Życie prywatne
19 czerwca 1971 poślubił Laurę Pettibone, z którą ma syna Jake’a (ur. 1986). 28 sierpnia 2001 ponownie się ożenił z Melissą Ann MacLeod. Mają córkę Mirandę (ur. 2000) i syna Caidena (ur. 2004).

## Filmografia

### Filmy fabularne
- 1978: Narodzenie (The Nativity, TV) jako Józef z Nazaretu
- 1980: Hussy jako Emory Cole
- 1981: Rodzinne spotkanie (Family Reunion, TV) jako James Cookman
- 1982: Zaginiony (Missing) jako Charles Horman
- 1984: Miasto wichrów (Windy City) jako Danny
- 1985: Hitlerowskie SS: Portret zła (Hitler's S.S.: Portrait in Evil, TV) jako Karl Hoffmann
- 1988: Gandahar jako Sylvain (głos, angielski dubbing)
- 1988: Nowe życie (A New Life) jako Doc
- 1988: Oddajcie mi dziecko (Baby M, TV) jako William Stern
- 1989: Tajemnica Teddy’ego (Do You Know the Muffin Man?, TV) jako Roger Dollison
- 1989: Skradziony dom (Stealing Home) jako Sam Wyatt
- 1989: Małe ofiary (Small Sacrifices, TV) jako Frank Joziak
- 1992: Lincoln (TV) jako John Barnes (głos)
- 1992: Ladykiller (TV) jako Jack Packard
- 1992: Kochanie, zwiększyłem dzieciaka jako dr Charles Hendrickson
- 1992: Freejack jako Morgan
- 1994: Prawo podziemia (Backstreet Justice) jako Nick Donovan
- 1997: Strażnicy Apokalipsy (TV) jako Harry Latham / Lassiter
- 2010: Niewidzialny znak (An Invisible Sign) jako tato

### Seriale TV
- 1977: Barnaby Jones jako Max Tate
- 1977: Eight Is Enough jako Jonathan Moraacci
- 1977: Człowiek z Atlantis (Man from Atlantis) jako Romeo
- 1983: Kennedy jako Robert F. Kennedy
- 1993-97: Nowe przygody Supermana (Lois & Clark: The New Adventures of Superman) jako Lex Luthor
- 1999: Seks w wielkim mieście (Sex and the City) jako Dominic
- 2001-2004: Pokolenie mutantów (Mutant X) jako Adam Kane
- 2003: Prawo i porządek (Law & Order)
- 2003: Prawo i bezprawie jako John David Myers
- 2005: Prawo i porządek: Zbrodniczy zamiar jako Trevor Lipton
- 2008: Prawo i bezprawie jako dr Isaac Waxman
- 2008: Prawo i porządek: Zbrodniczy zamiar jako pan Walker
- 2009: Jedenasta godzina jako Kristopher Merced
- 2017-2012: Plotkara jako Harold Waldorf
- 2012–2013: Żona idealna jako Jeffrey Agos
- 2015: Elementary jako Bill Wellstone
- 2015: Agent X jako Thomas Eckhart
- 2016: Kości (Bones) jako dr Marcus Eldridge